# Primeira Divisão 1974-75
La Primeira Divisão 1974/75 fue la 41.ª edición de la máxima categoría de fútbol en Portugal. Benfica ganó su 21° título. El goleador fue Héctor Yazalde del Sporting de Portugal con 30 goles.

## Tabla de posiciones
| Pos | Equipo                     | PJ | PG | PE | PP | GF | GC | Pts |                               |
| --- | -------------------------- | -- | -- | -- | -- | -- | -- | --- | ----------------------------- |
| 1   | Benfica                    | 30 | 21 | 7  | 2  | 62 | 12 | 49  | Copa de Campeones de Europa   |
| 2   | Porto                      | 30 | 19 | 6  | 5  | 62 | 30 | 44  | Copa UEFA                     |
| 3   | Sporting de Portugal       | 30 | 17 | 9  | 4  | 59 | 25 | 43  | Copa UEFA                     |
| 4   | Boavista                   | 30 | 16 | 6  | 8  | 58 | 32 | 38  | Recopa de Europa              |
| 5   | Vitória de Guimarães       | 30 | 16 | 6  | 8  | 64 | 36 | 38  |                               |
| 6   | Belenenses                 | 30 | 14 | 7  | 9  | 45 | 37 | 35  |                               |
| 7   | Vitória de Setúbal         | 30 | 11 | 7  | 12 | 48 | 36 | 29  |                               |
| 8   | GD CUF                     | 30 | 10 | 9  | 11 | 41 | 41 | 29  |                               |
| 9   | Leixões                    | 30 | 10 | 9  | 11 | 29 | 42 | 29  |                               |
| 10  | Atlético Clube de Portugal | 30 | 10 | 6  | 14 | 38 | 69 | 26  |                               |
| 11  | Farense                    | 30 | 11 | 3  | 16 | 38 | 52 | 25  |                               |
| 12  | UFCI Tomar                 | 30 | 9  | 5  | 16 | 39 | 59 | 23  |                               |
| 13  | Oriental                   | 30 | 5  | 10 | 15 | 21 | 51 | 20  | Descenso a la Segunda Divisão |
| 14  | Académico de Coimbra       | 30 | 7  | 6  | 17 | 33 | 47 | 20  |                               |
| 15  | Olhanense                  | 30 | 6  | 5  | 19 | 41 | 70 | 17  | Descenso a la Segunda Divisão |
| 16  | Espinho                    | 30 | 4  | 7  | 19 | 25 | 64 | 15  | Descenso a la Segunda Divisão |

|                               |
| Campeón SL Benfica 21° título |